# Verdelingsfunctie
In de kansrekening en de statistiek is de verdelingsfunctie, ook aangeduid als cumulatieve (kans)verdelingsfunctie of cumulatieve distributiefunctie (cdf), van een reëelwaardige stochastische variabele de functie waarmee de verdeling van de stochastische variabele beschreven of vastgelegd wordt. De verdelingsfunctie bestaat altijd en voor elke gebeurtenis die de stochastische variabele betreft, kan daarmee de kans op die gebeurtenis bepaald worden. Populair gezegd worden alle kansen betreffende de stochastische variabele bepaald door de verdelingsfunctie.
Elke functie die opgevat kan worden als verdelingsfunctie van een stochastische variabele, wordt ook verdelingsfunctie genoemd. Het betreft dan een functie met de hieronder aangeduide eigenschappen.

## Definitie
De verdelingsfunctie van de stochastische variabele {\displaystyle X} op de kansruimte {\displaystyle (S,\Sigma ,P)}, is de functie {\displaystyle F_{X}}, gedefinieerd voor {\displaystyle x\in \mathbb {R} } door:
{\displaystyle F_{X}(x)=P(X\leq x)=P(\{s\in S|X(s)\leq x\})}.
(Let op het verschil tussen {\displaystyle X} en {\displaystyle x}.)
De waarde {\displaystyle F_{X}(x)} van de verdelingsfunctie van {\displaystyle X} in het punt {\displaystyle x}, is dus de (cumulatieve) kans op waarden van {\displaystyle X} kleiner dan of gelijk aan {\displaystyle x}.

## Eigenschappen
Een verdelingsfunctie is een monotoon stijgende, rechtscontinue functie {\displaystyle F} met domein {\displaystyle \mathbb {R} } en bereik {\displaystyle [0,1]}, waarvoor geldt:
{\displaystyle \lim _{x\to -\infty }F(x)=0}
en
{\displaystyle \lim _{x\to \infty }F(x)=1}.
Rechtscontinu betekent:
{\displaystyle \lim _{x\downarrow a}F(x)=F(a),\,\forall a\in \mathbb {R} }.
Monotoon stijgend betekent:
{\displaystyle x<y\Rightarrow F(x)\leq F(y),\,\forall x,y\in \mathbb {R} }.

De verdelingsfunctie {\displaystyle F_{X}} en de verdeling {\displaystyle P_{X}} van een stochastische variabele {\displaystyle X} zijn eeneenduidig met elkaar verbonden door de relatie:
{\displaystyle F_{X}(x)=P(X\leq x)=P_{X}((-\infty ,x])}
Als de verdelingsfunctie absoluut continu is, dan is ze de integraal van een kansdichtheid. Als de verdeling singulier is, dan is de verdelingsfunctie soms de integraal van een discrete kansfunctie. In het algemeen garandeert de Stelling van Radon-Nikodym-Lebesgue dat de verdeling de som is van een absoluut continu en een singulier gedeelte.
Van de bekende kansverdelingen bestaan tabellen, waarin meestal de verdelingsfunctie getabelleerd is. Uit zo'n tabel kan men dus eenvoudig van die verdeling de linker overschrijdingskans aflezen.

## Voorbeeld
Een willekeurig getal {\displaystyle X} tussen 0 en 1 wordt beschreven door de kansdichtheid:
{\displaystyle f_{X}(x)=1} voor {\displaystyle x\in (0,1)} en 0 elders.
De bijbehorende verdelingsfunctie is:
{\displaystyle F_{X}(x)={\begin{cases}0&{\mbox{als  }}x\leq 0\\\,x&{\mbox{als  }}0<x\leq 1\\1&{\mbox{als  }}x>1.\end{cases}}}
Om de kans te bepalen dat {\displaystyle X} tussen 0,33 en 0,44 ligt, berekenen we:
{\displaystyle P(0{,}33<X<0{,}44)=P(X<0{,}44)-P(X<0{,}33)=F_{X}(0{,}44)-F_{X}(0{,}33)=0{,}44-0{,}33=0{,}11}.

## Waardenbereik
Het waardenbereik van een stochastische variabele (de verzameling van mogelijke waarden) is het beeld van de uitkomstenruimte. Als van een stochastische variabele de verdelingsfunctie is gegeven, kan daaruit niet eenduidig het waardenbereik afgeleid worden. Als in het bovenstaande voorbeeld alleen de verdelingsfunctie gegeven is, is niet af te leiden of 0 een mogelijke waarde is, en ook niet of 1 dat is. Sterker nog, er kunnen ook nog een aftelbaar aantal onmogelijke waarden tussen 0 en 1 zijn, zonder dat dit voor de verdelingsfunctie verschil maakt.